# Liste der denkmalgeschützten Objekte in Blatno
Grundlage dieser Liste der denkmalgeschützten Objekte in Blatno ist die ÚSKP-Liste (Ústřední seznam kulturních památek České republiky, deutsch Zentrale Liste der Kulturdenkmäler der Tschechischen Republik), die von der tschechischen Denkmalschutzbehörde NPÚ (Národní památkový ústav, deutsch Nationale Denkmalbehörde) seit 1987 geführt wird und an die seit dem Jahr 1850 geschaffenen Listen anschließt.

## Denkmalgeschützte Objekte nach Ortsteilen

### Blatno(Platten)
| Lage                | Objekt           | Beschreibung                         | ÚSKP-Nr.                 | Bild             |
| ------------------- | ---------------- | ------------------------------------ | ------------------------ | ---------------- |
| Blatno (Standort)   | Michaeliskirche  | Pfarrkirche des hl. Erzengel Michael | 14991/5-447 Info Katalog | weitere Bilder   |
| Blatno 2 (Standort) | Pfarrhaus        | Pfarrhaus                            | 18004/5-448 Info Katalog | Pfarrhaus        |
| Blatno 9 (Standort) | Bauernhaus Nr. 9 | Bauerngehöft                         | 21266/5-450 Info Katalog | Bauernhaus Nr. 9 |

### Květnov(Quinau)
| Lage                                                 | Objekt                   | Beschreibung                               | ÚSKP-Nr.                 | Bild              |
| ---------------------------------------------------- | ------------------------ | ------------------------------------------ | ------------------------ | ----------------- |
| Květnov (Standort)                                   | Kirche Mariä Heimsuchung | barocke Wallfahrtskirche Mariä Heimsuchung | 45379/5-451 Info Katalog | weitere Bilder    |
| Květnov, etwa 2,5 km südöstlich des Ortes (Standort) | Burg Najštejn            | Burg Najštejn, gotische Burgruine Neustein | 21047/5-521 Info Katalog | weitere Bilder    |
| Květnov 4 (Standort)                                 | Bauernhaus Nr. 4         | Bauerngehöft                               | 17217/5-452 Info Katalog | BW                |
| Květnov 11 (Standort)                                | Bauernhaus Nr. 11        | Bauerngehöft                               | 24041/5-453 Info Katalog | Bauernhaus Nr. 11 |

### Mezihoří(Gersdorf)
| Lage                                       | Objekt            | Beschreibung            | ÚSKP-Nr.                 | Bild |
| ------------------------------------------ | ----------------- | ----------------------- | ------------------------ | ---- |
| Mezihoří 4 (Standort)                      | Bauernhaus Nr. 4  | Bauerngehöft            | 47168/5-455 Info Katalog | BW   |
| Mezihoří 8 (Standort)                      | Bauernhaus Nr. 8  | Bauerngehöft            | 44731/5-454 Info Katalog | BW   |
| Mezihoří 10 (Standort)                     | Bauernhaus Nr. 10 | Bauerngehöft            | 39999/5-459 Info Katalog | BW   |
| Mezihoří 25 (Standort)                     | Bauernhaus Nr. 25 | Bauerngehöft            | 19768/5-456 Info Katalog | BW   |
| Mezihoří 26 (Standort)                     | Bauernhaus Nr. 26 | Bauerngehöft            | 32106/5-457 Info Katalog | BW   |
| Mezihoří, Nr. 34, früher Nr. 23 (Standort) | Bauernhaus Nr. 34 | Bauerngehöft (zerstört) | 34684/5-458 Info Katalog | BW   |

### Radenov(Rodenau)
| Lage                 | Objekt           | Beschreibung | ÚSKP-Nr.                 | Bild             |
| -------------------- | ---------------- | ------------ | ------------------------ | ---------------- |
| Radenov 4 (Standort) | Bauernhaus Nr. 4 | Bauerngehöft | 18248/5-460 Info Katalog | Bauernhaus Nr. 4 |
| Radenov 9 (Standort) | Bauernhaus Nr. 9 | Bauerngehöft | 46176/5-461 Info Katalog | Bauernhaus Nr. 9 |

### Zákoutí(Bernau)
| Lage                  | Objekt            | Beschreibung | ÚSKP-Nr.                 | Bild |
| --------------------- | ----------------- | ------------ | ------------------------ | ---- |
| Zákoutí 3 (Standort)  | Bauernhaus Nr. 3  | Bauerngehöft | 20355/5-463 Info Katalog | BW   |
| Zákoutí 40 (Standort) | Bauernhaus Nr. 40 | Bauerngehöft | 14486/5-462 Info Katalog | BW   |
| Zákoutí 51 (Standort) | Bauernhaus Nr. 51 | Bauerngehöft | 32897/5-464 Info Katalog | BW   |